# Eumenes makilingi
Eumenes makilingi är en stekelart som beskrevs av Willink 1928. Eumenes makilingi ingår i släktet krukmakargetingar, och familjen Eumenidae. Inga underarter finns listade i Catalogue of Life.